# Jayden Danns
Jayden Danns (* 16. Januar 2006 in Liverpool) ist ein englischer Fußballspieler, der als Leihspieler des FC Liverpool beim AFC Sunderland unter Vertrag steht.

## Karriere

### Verein
Der in Liverpool geborene Danns besuchte die Rainhill High School, wo er Fußball spielte und mehrere Schulturniere gewann. Im Alter von acht Jahren begann er für den FC Liverpool zu spielen. Danns durchlief die Liverpooler Akademie. Während er in der U16 spielte, erkrankte er an der Osgood-Schlatter-Krankheit.
Im Alter von 16 Jahren begann er für die U18-Mannschaft von Liverpool zu spielen. Dank guter Leistungen in der Academy gab er bald darauf sein Debüt in der U21 in der EFL Trophy, wo er im September 2023 gegen Morecambe in der zweiten Halbzeit eingewechselt wurde. Am 21. Februar 2024 gab Danns unter Trainer Jürgen Klopp sein Debüt in der Premier League, als er in der 89. Minute beim 4:1-Sieg gegen Luton Town für Luis Díaz eingewechselt wurde. Vier Tage später stand er im EFL-Pokalfinale, als Liverpool den FC Chelsea mit 1:0 besiegte.
Am 28. Februar 2024 erzielte Danns in der fünften Runde des FA-Cups beim 3:0-Sieg gegen den FC Southampton seine ersten beiden Tore für Liverpool im Profifußball und wurde zum Man of the Match gewählt.
Im Februar 2025 wechselte er auf Leihbasis zum AFC Sunderland.

### Nationalmannschaft
Danns spielte bisher für verschiedene Jugendauswahlmannschaften des englischen Fußballverbands.

## Persönliches
Er ist der Sohn des ehemaligen Profifußballers Neil Danns, der für die Nationalmannschaft von Guyana spielte. Sein Großvater, der ebenfalls Neil heißt, war Backgroundsänger beim britischen Beitrag zum Eurovision Song Contest 1987 und ein Skateboarder, der europäische Titel gewann. Er hat einen jüngeren Bruder, Kaylen, und eine jüngere Schwester, Hayla.

## Titel
- Englischer Ligapokalsieger: 2024